# Platja de Sant Antoni (Calonge)
La platja de Sant Antoni és una platja urbana del municipi de Calonge i Sant Antoni (Baix Empordà), situada davant de la població de Sant Antoni de Calonge, al tram central de la badia de Palamós. Limita al nord-est amb la punta de Cabrera, que la separa de la platja d'es Monestrí i al sud-oest amb riera de Calonge, que la separa de la platja de Torre Valentina. És una zona de bany protegida per tres espigons paral·lels a la línia de costa i dos de perpendiculars. Està flanquejada per un passeig marítim on hi ha nombrosos hotels, bars, restaurants i altres comerços.
Orientada al sud-sud-est, té una longitud de 1.700 m i una amplada mitjana de 35 m, formada per sorra de gra mitjà i el pendent d'entrada a l'aigua és poc pronunciat. El fons marí és sorrenc, amb alguna zona rocosa. Disposa de tot tipus de serveis, i inclou rampes i cadires amfíbies per a persones amb mobilitat reduïda i una àrea de jocs infantils.
L'Agència Catalana de l'Aigua efectua un control setmanal de la qualitat de l'aigua, durant la temporada de bany, amb el resultat de bona. La platja ha estat distingida amb el distintiu de Bandera Blava, que reconeix internacionalment la qualitat de l'aigua i serveis.
Els temporals, com va succeir el 2020 amb el temporal Gloria, s'emporten la sorra de la platja. Per a evitar-ho, el Ministeri de Medi Ambient i Agricultura havia aprovat el 2018 la construcció de dos espigons, un d'ells seria la prolongació del dic de la riera de l'Aubi, al l'extrem nord-est de la platja, que es va construir el 1987. El 2023 el projecte seguia avançant.